# Delacroix (métro de Bruxelles)
Pour les articles homonymes, voir Delacroix.
Delacroix est une station des lignes 2 et 6 du métro de Bruxelles située à Bruxelles, sur la commune d'Anderlecht.

## Situation
La station de métro, aérienne, se trouve à proximité de la rue Léon Delacroix et enjambe le canal de Charleroi. 
Elle est située entre les stations Gare de l'Ouest et Clemenceau sur les lignes 2 et 6.

## Histoire
Le nom de la station provient du nom du premier Premier ministre belge, Léon Delacroix. À l'occasion de l'inauguration de la station, les nombreux descendants de celui-ci se sont retrouvés dans la première rame de métro faisant la jonction Delta-Delacroix.
Initialement, la station devait porter le nom Birmingham, d'après la rue de Birmingham voisine ; le nom a été changé avant l'ouverture.
Delacroix était le terminus provisoire de la ligne 2 depuis le 4 septembre 2006 (date de sa mise en service) jusqu'au bouclage de la ligne 2 par la construction du tronçon Delacroix-Gare de l'Ouest du métro en avril 2009.

## Service aux voyageurs

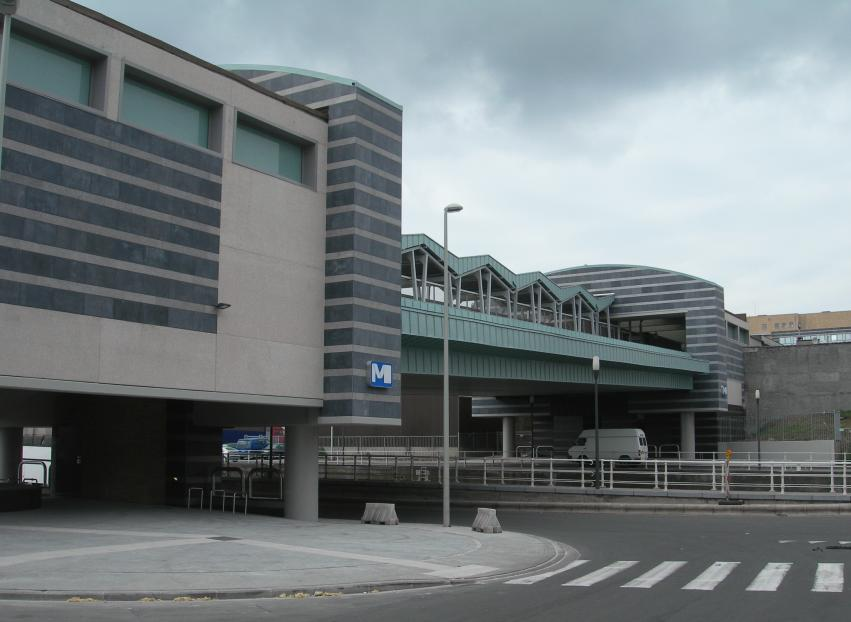
L'entrée de la station Delacroix

### Accès
La station compte trois accès :
- Accès no 1 : situé rue de Birmingham (accompagné d'un escalator et d'un ascenseur) ;
- Accès no 3 : situé quai Fernand Demets ;
- Accès no 4 : situé quai de l'Industrie.

### Quais
La station est de conception particulière avec deux voies encadrant un unique quai central.

### Intermodalité
La station est desservie par la ligne 89 des autobus de Bruxelles.

## À proximité
- L'eramushogeschool de Bruxelles
- L'abattoir (en néerlandais : Kelders)